# Maria Teresa Dudzik
Maria Teresa (Josephina) Dudzik, née le 30 août 1860 à Płocicz près de Kamień Krajeński en Pologne, morte le 20 septembre 1918 à Chicago aux États-Unis, est une religieuse polonaise installée aux États-Unis.
Elle s'y occupe des sans-abri, des malades, des personnes âgées pour lesquelles elle dirige un foyer. D'autres l'ayant rejointe, elle fonde la congrégation des Sœurs franciscaines de la bienheureuse Cunégonde, et elle en est la première supérieure générale. Elle crée aussi une maison de retraite, des orphelinats, un foyer pour les travailleuses.
Mère Maria Teresa Dudzik est reconnue « vénérable » en 1994 par le pape Jean-Paul II.

## Biographie

### Enfance, jeunesse
Józefina Dudzik est née le 30 août 1860 à Płocicz, à proximité de Kamień Krajeński, dans le nord-ouest de la Pologne. De famille paysanne, elle est la fille de Jan Dudzik et d'Agnieszka Polaszczyk,,.
Elle étudie à l'école élémentaire de son village, de 1867 à 1875 environ. Elle continue ensuite sa scolarité dans un établissement pour jeunes filles, où on leur apprend le travail domestique, la couture, la broderie,,.
Elle rejoint très jeune le Tiers-Ordre franciscain, et participe à la fraternité du chapelet dans son école. Après les cours dans son école, elle travaille dans la confection et obtient son diplôme de couturière en 1878.

### Émigration aux États-Unis

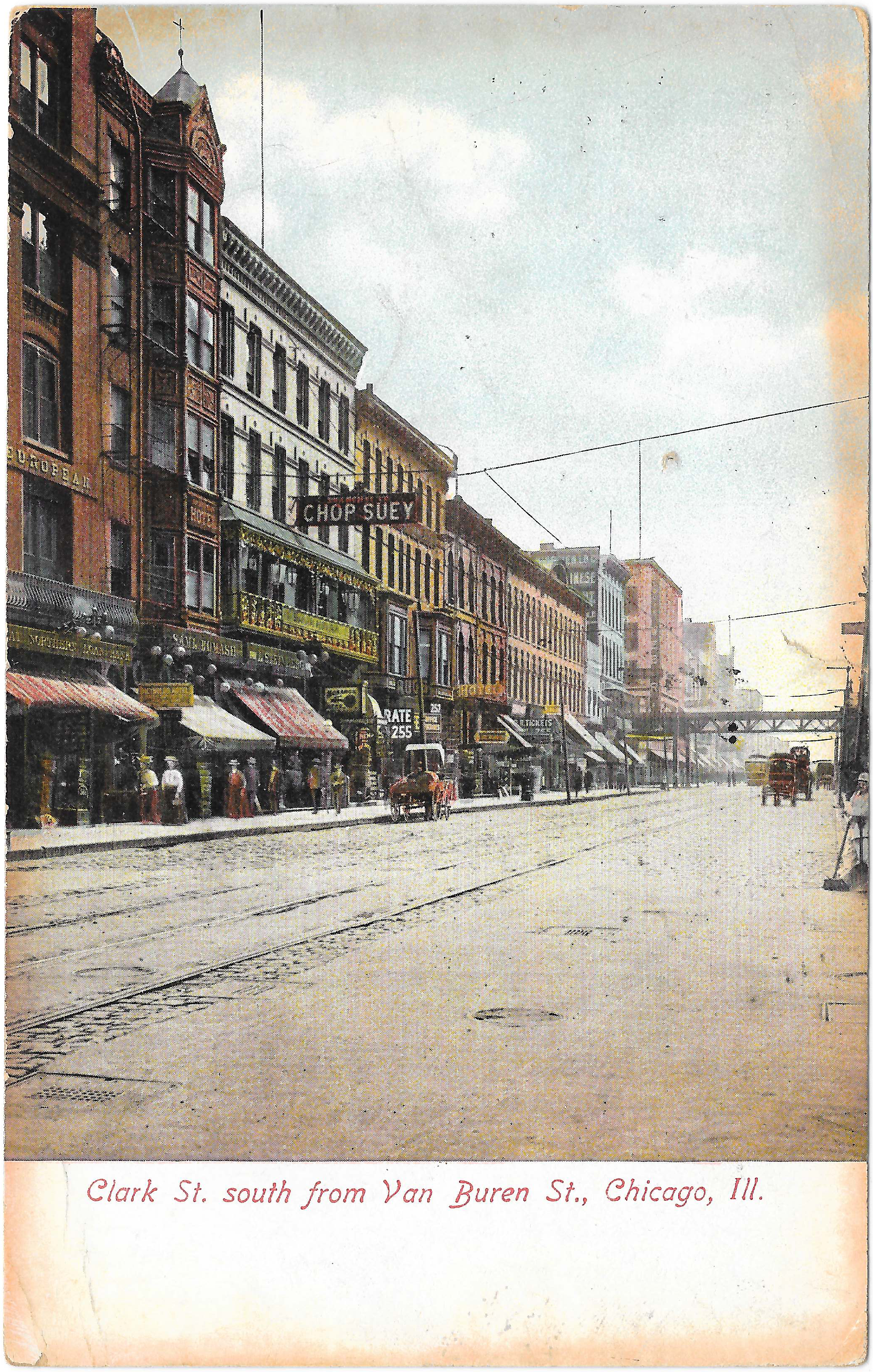
Chicago en 1908.

À 21 ans, Józefina Dudzik émigre aux États-Unis en 1881, avec ses parents, son frère et sa plus jeune sœur,. Ils rejoignent sa sœur aînée, qui avait déjà émigré et s'est installée à Chicago depuis 1873. Jósefina gagne sa vie en dirigeant un atelier de couture,.
Elle rejoint la vie religieuse et la charité de sa nouvelle paroisse à Chicago, paroisse dédiée à saint Stanislas Kostka. Elle s'occupe des sans-abri comme des malades, et incite à s'occuper d'eux.

### Fondation de la congrégation
En 1886, elle est la supérieure d'un foyer pour les pauvres femmes âgées. L'année suivante, sept autres filles de l'enseignement supérieur la rejoignent.
Elle est conseillée par un prêtre de la Congrégation de la Résurrection de Notre-Seigneur Jésus-Christ, le Père Wincentego Barzyńskiego (1838-1899). Sur ses conseils, elle fonde le 8 décembre 1894 une nouvelle congrégation religieuse, la Congrégation des Sœurs franciscaines de la Bienheureuse Cunégonde,.
Elle est aidée dans cette fondation par Maria Anna (Róży) Wysińskiej (1850-1917). Les religieuses sont appelées couramment « les Franciscaines de Chicago »,.
Mère Maria Teresa Dudzik est à deux reprises la responsable de la nouvelle communauté. Elle exerce cette fonction de supérieure une première fois de 1894 à 1898, puis de nouveau de 1909 à 1910.
Elle exerce ensuite les fonctions de maîtresse des novices. Elle fonde encore une maison de retraite, des orphelinats, et un foyer pour les femmes dans la vie active.

### Décès
Atteinte d'un cancer, Mère Maria Teresa Dudzik meurt le 20 septembre 1918,.

## Écrits
Sur la consigne formelle de son directeur spirituel, le P. Andrzej Spetz, Maria Teresa Dudzik écrit a posteriori de 1910 à 1918 la chronique de son œuvre, couvrant la période de 1893 à 1910. Elle l'intitule Chronique des Sœurs Franciscaines, aux soins de sainte Cunégonde, à Chicago, Illinois. Elle y raconte les événements liés à la création et au développement de sa congrégation, et y note aussi ses réflexions personnelles. L'édition du manuscrit est établie et publiée par le p. Henryk Malak.

## Procès en béatification

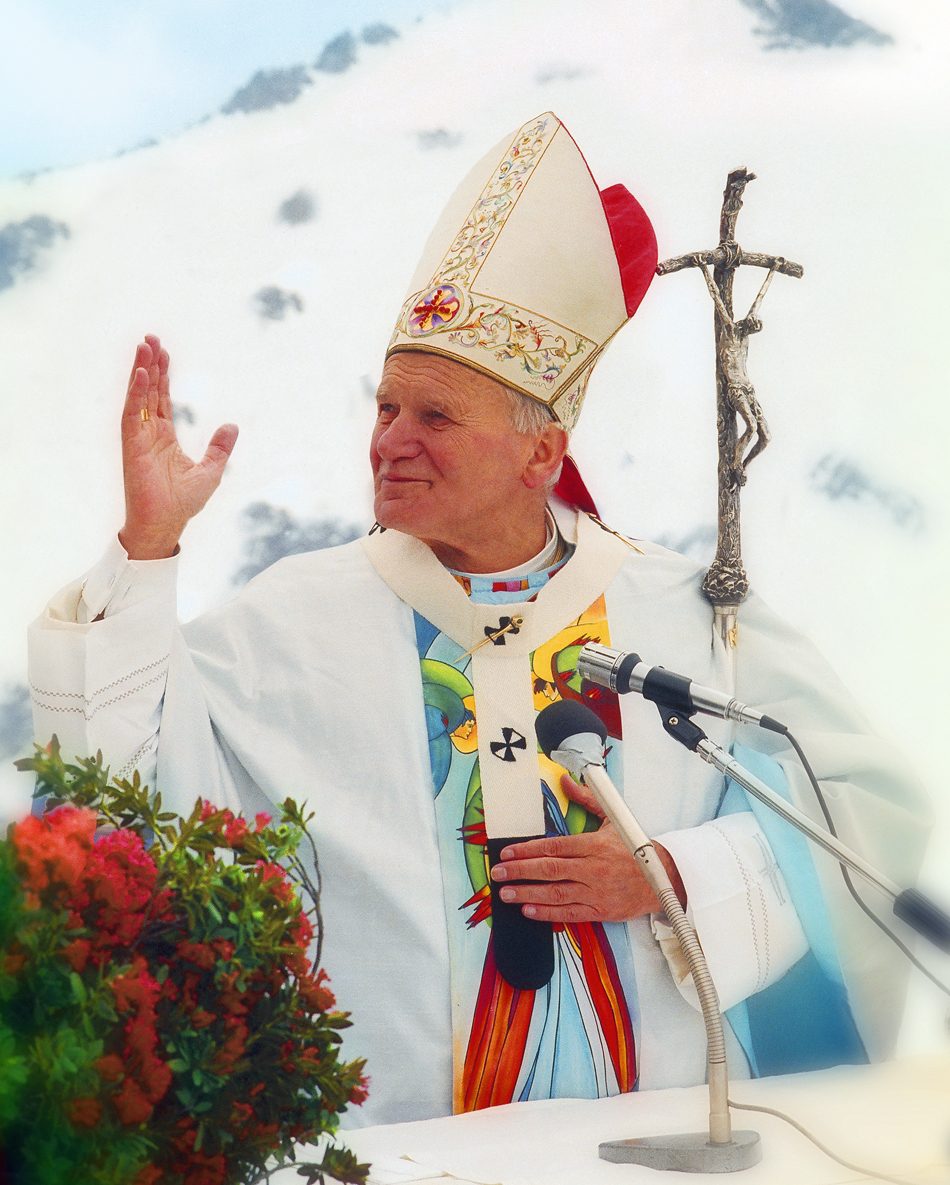
Jean-Paul II la reconnaît « vénérable ».

La cause en béatification de Maria Teresa Dudzik est ouverte et la procédure informative commence le 11 septembre 1963, en vue de son éventuelle béatification,.
Son corps est exhumé le 13 octobre 1972 du cimetière de Saint Wojciech à Niles, et transféré à la Maison générale des Sœurs franciscaines de Lemont. Il y est placé dans un cercueil spécial, dans la chapelle du Sacré-Cœur de Jésus,.
Le Saint-Siège émet le Nihil obstat (« rien ne s'y oppose ») le 1er juin 1979, autorisant le procès en béatification. La procédure pour la béatification est alors ouverte le 8 septembre suivant. Le postulateur de la cause est d'abord Henryk Malak, puis Andea Ambrosi,. À partir de la date d'ouverture du procès à Rome, elle peut être appelée « servante de Dieu ».
Le procès se termine en 1981. En 1989, la Congrégation pour les causes des saints publie le décret sur la validité du processus de béatification et définit la Positio.
Le pape Jean-Paul II publie au Vatican le 26 mars 1994 le décret reconnaissant l'héroïcité des vertus de Mère Maria Teresa Dudzik. Elle est de ce fait reconnue « vénérable »,.

## Autres hommages
La section de North Karlov Street à Chicago porte son nom. Elle s'appelle l'avenue Mère Marie-Thérèse Dudzik.